# Zblochanec oddálený

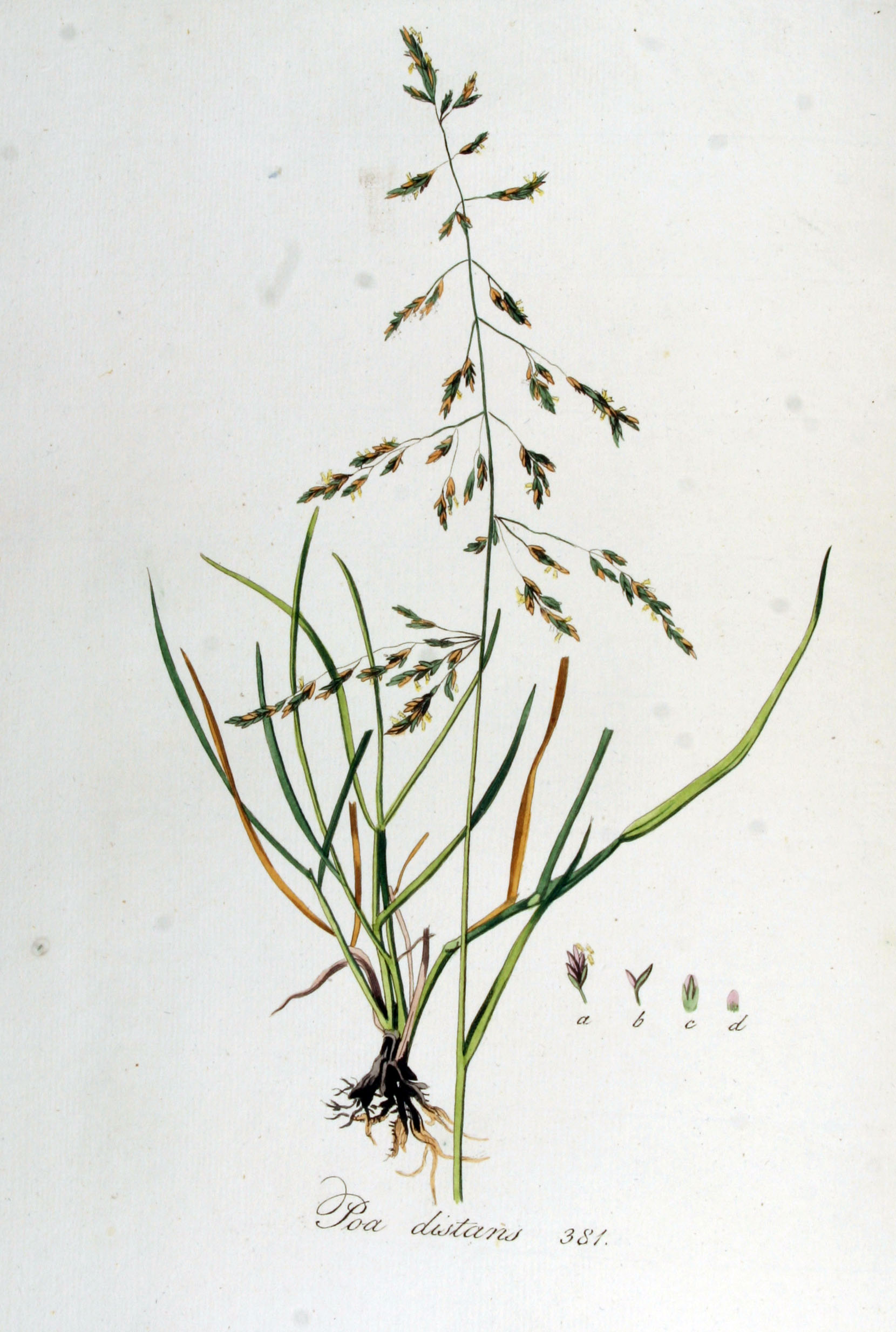
Zobrazení zblochance oddáleného

Zblochanec oddálený (Puccinellia distans) je vytrvalá, nevysoká tráva, druh rodu zblochanec. Prvotními místy výskytu jsou slané, mírně podmáčené půdy. V české přírodě jej však můžeme nejspíše spatřit na druhotných stanovištích, na okrajích silnic a chodníků ošetřovaných v zimě chemickým posypem.

## Výskyt
Rostliny tohoto druhu se vyskytují v celé Evropě, severní Africe a dále od Malé Asie přes Kavkaz, Střední Asii, Sibiř a Čínu až po Koreu a Japonsko. Druhotně se dostal i do Severní Ameriky, Austrálie i na Nový Zéland. Přirozeným prostředím těchto rostlin jsou mořská pobřeží, vnitrozemská slaniska a slané, vlhké stepi.
V České republice rostl i v minulosti tento původní druh poměrně vzácně a jen na nemnoha slaniscích, v současnosti tato stanoviště mizí a s nimi se ztrácí i zblochanec oddálený. Začal se ale rychle šířit podél v zimním období solených pozemních komunikací, kde se vytváří vrstvička posypového minerálního materiálu s vysokou koncentraci chloridu sodného, ve které nemohou jiné druhy přežít. V současnosti tak patří mezi celkem běžně se vyskytující rostlinné druhy.

## Ekologie
Slanomilná rostlina, které se nejlépe daří ve vlhčích půdách, jílovitých nebo písčitých, kde má dostatek živin potřebných k růstu. Původní místa výskytu bývají na jaře a na podzim zamokřená a po zbytek toku zpravidla vyschlá, přirozeně vznikají okolo minerálních pramenů a v mokřadech sušších oblastí, kde výpar převyšuje vsakování. V minulosti byla obvykle využívána jako chudé pastviny. Roste v nadmořské výšce až do 2000 m.
V současnosti se v ČR vyskytuje hlavně na antropogenních lokalitách, na místech s půdou bohatou na ionty lehce rozpustných solí (K+, Na+, Ca2+, Mg2+, Cl–, SO42–, CO32– a NO3–). Jejich vysoká koncentrace působí na mnoho rostlin toxicky, narušuje osmotickou rovnováhu v buňkách. A právě na takových místech zblochanec oddálený zpravidla nenachází konkurenci jiných bylin.

## Popis
Vytrvalá, řídce trsnatá, šedě zelená tráva bez výběžků, dorůstající do výšky 10 až 60 cm. Vystoupavá, zploštělá stébla se dvěma až čtyřmi kolénky jsou 1 až 2 mm hrubá a bývají přímá nebo jsou obloukovitě prohnutá. Listy s hladkými, převážně otevřenými pochvami a tupými jazýčky jsou ploché, 2 až 10 cm dlouhé a 2 až 4 mm široké, na horní straně mají výrazná žebra a na koncích jsou poznenáhlu zašpičatělé.
Jehlancovitá, řídká, rozkladitá lata, 5 až 15 cm dlouhá a 2 až 14 cm široká, je tvořena drobnými, přisedlými, čtyř až sedmikvětými, 4 až 7 mm dlouhými klásky nafialovělé barvy. Spodní větévky laty jsou na omak drsné a ve spodní půli bezkvěté, vyrůstají v přeslenech, v době kvetení rovnovážně odstávají a později se ohýbají dolů. Blanité, nestejně velké plevy jsou vytrvalé a mají vejčitý tvar. Podlouhlé pluchy jsou delší než plevy a mají široký, blanitý lem. Plevy ani pluchy nemají osiny. V kvítcích jsou tři tyčinky s prašníky a lysý semeník se dvěma bliznami vyčnívajícími po bocích kvítků. Horní kvítky v kláscích bývají sterilní. Kvete v letních měsících, obvykle od května do září.
Po opylení větrem se vytvoří plody, obilky 1,5 mm dlouhé s přirostlou pluchou, které jsou po okolí rozfoukávány. Ploidie druhu je 2n = 42.

## Ohrožení
Přestože se zblochanec oddálený vyskytuje na mnoha nepůvodních, netypických místech a tak se stává běžnou rostlinou, jsou jeho původní místa výskytu ohrožená. Dochází k tomu jak lidskou činností měnící vodní režim, tak i přirozenou sukcesí. Pro zachování původních stanovišť byl v „Červeném seznamu cévnatých rostlin České republiky“ z roku 2012 prohlášen za kritický ohrožený druh (C1t).